# Maybrit Illner
Maybrit Illner (nume de fată Klose ; n. 12 ianuarie 1965, Berlin) este o jurnalistă, moderatoare și autoare germană.

## Date biografice
Maybrit Illner a promovat bacalaureatul la Gimnaziul Friedrich-Engels (azi Andreas) din Berlin. Între anii 1984 - 1988 a studiat jurnalistica la Universitatea Karl-Marx din Leipzig. În 1986 a intrat în Partidul Unității Socialiste din Germania și a activat ca reporteră sportivă la televiziune. În 1989 a ieșit din rândul membrilor PUS și a început să lucreze ca reporteră și moderatoare la postul ZDF. Aici apare la emisiunile Morgenmagazin și Maybrit Illner.

## Distincții
- 2006: Premiul Hildegard-von-Bingen pentru publicistică
- 2009: Goldene Kamera categorie cea mai bună informare